# Epirrhoe emina
Epirrhoe emina är en fjärilsart som beskrevs av Karl Schawerda 1912. Epirrhoe emina ingår i släktet Epirrhoe och familjen mätare. Inga underarter finns listade i Catalogue of Life.